# Jean Fournier (résistant, 1917-1961)
Pour les articles homonymes, voir Jean Fournier et Fournier.
Jean Fournier (Annecy, 21 mai 1917 - Châteaudun, 26 août 1961) est un militaire français, Compagnon de la Libération par décret du 20 novembre 1944. Professeur de lettres, il est mobilisé à la déclaration de la Seconde Guerre mondiale et demande à être affecté à l'armée de l'air. D'abord observateur embarqué, il devient pilote dans les rangs de la Royal Air Force après avoir rejeté le régime de Vichy. Combattant pendant la bataille d'Angleterre, il effectue pendant toute la guerre un grand nombre de missions au-dessus des territoires occupés par les Allemands puis participe à la bataille de Normandie où il appuie les troupes au sol. Restant dans l'armée après la guerre, il combat lors de la guerre d'Indochine où il est blessé, puis il occupe des fonctions à l'État-major de l'OTAN et commande une base aérienne. Il trouve la mort lors d'un vol d'entraînement en 1961.

## Biographie

### Avant-guerre
Né le 21 mai 1917 dans une famille de commerçants à Annecy, Jean Fournier est d'abord élève au collège de Villefranche-sur-Saône avant de se rendre à Paris pour continuer ses études au Lycée Henri-IV. Licencié ès-lettres, il exerce en tant que professeur avant la guerre.

### Formations durant la campagne de France en 1940
Mobilisé en septembre 1939, il demande à être affecté dans une école d'observateur de l'Armée de l'air. Il intègre donc les rangs du 106e bataillon de l'air à Bordeaux. En avril 1940, il est transféré à l'école des observateurs de Rabat au Maroc d'où il sort breveté en août 1940. Il est alors démobilisé sans avoir connu les combats mais demeure toutefois dans la réserve en tant qu'aspirant. Devenu professeur au lycée de Tanger, il choisit de fuir le régime de Vichy et embarque pour Gibraltar d'où il rejoint l'Angleterre le 27 octobre 1940.

### En 1940 dans la Royal Air Force
La Royal Air Force l'accepte dans ses rangs ; il obtient le brevet de pilote en août 1941. Après de brefs passages aux 17e et 132e Squadron, il est affecté au Groupe de chasse Île-de-France avec le grade de sous-lieutenant. Le 14 mars 1943, la disparition prématurée du capitaine Eugène Reilhac qui commandait le groupe entraîne Jean Fournier à la tête de celui-ci avec le grade de commandant. Basé sur l'aérodrome d'East Fortune en Écosse, le groupe est chargé de la protection du secteur Glasgow-Édimbourg. Puis, déployé à Merston dans le Sud de l'Angleterre, il effectue au-dessus de la France de nombreuses missions, en préparation au futur débarquement de Normandie, escortant des bombardiers, détruisant des voies de communication, des installations portuaires et des sites de lancement de V1. Le 6 juin 1944, Jean Fournier, aux commandes de son Spitfire, participe à la couverture des troupes progressant à partir des plages normandes. Le groupe de chasse s'installe le 19 août à Sommervieu près de Bayeux. Dès lors, les missions consistent à appuyer les troupes alliées dans leur avancée en Belgique et aux Pays-Bas. En novembre 1944, Jean est mis au repos après trois années ininterrompues de combats. Il totalise alors 274 missions de combat et une victoire aérienne homologuée.

### Après-guerre
Après la guerre, le commandement demande avec insistance à Jean Fournier de rester dans l'armée, ce que celui-ci accepte. Il séjourne au Staff College britannique puis au Standing Group de Washington puis prend part à la guerre d'Indochine. Lieutenant-colonel, il commande l'un des Groupes aériens tactiques, ou GATAC. En juillet 1953, à la suite d'une grave blessure à Saïgon, il est rapatrié et affecté à l'État-major de l'OTAN. À ses 274 missions durant la seconde guerre mondiale, s'ajoutent vingt-cinq missions en Extrême-Orient.
Colonel en 1959, il prend le commandement de la base aérienne 279 à Châteaudun. Voulant sans cesse se perfectionner aux commandes des nouveaux chasseurs de l'armée, il accumule les vols d'entraînement. C'est au cours de l'un d'eux qu'il disparaît le 26 août 1961 en pilotant un Fouga CM-170 Magister, alors qu'il s'apprêtait à prendre le commandement de la base aérienne de Creil.
Une stèle de la base aérienne 279 Châteaudun lui rend hommage. L'aéroclub de Châteaudun porte son nom.

## Décorations
|  |  |  |  |  |  |
|  |  |  |  |  |  |
|  |  |  |  |  |  |
|  |  |  |  |  |  |

| Commandeur de la Légion d'Honneur                    | Commandeur de la Légion d'Honneur                    | Compagnon de la Libération              | Compagnon de la Libération              | Croix de Guerre 1939-1945              | Croix de Guerre 1939-1945              |
| Croix de guerre des Théâtres d'opérations extérieurs | Croix de guerre des Théâtres d'opérations extérieurs | Médaille des évadés                     | Médaille des évadés                     | Médaille de l'Aéronautique             | Médaille de l'Aéronautique             |
| Distinguished Flying Cross (Royaume-Uni)             | Distinguished Flying Cross (Royaume-Uni)             | Distinguished Flying Cross (États-Unis) | Distinguished Flying Cross (États-Unis) | Croix de Guerre (Tchécoslovaquie)      | Croix de Guerre (Tchécoslovaquie)      |
| Ordre de l'Aigle blanc (Serbie)                      | Ordre de l'Aigle blanc (Serbie)                      | Ordre de l'Aigle blanc (Serbie)         | Officier de l'Ordre National (Vietnam)  | Officier de l'Ordre National (Vietnam) | Officier de l'Ordre National (Vietnam) |